# Anderson Peak
Anderson Peak är en bergstopp i Kanada.   Den ligger i provinsen Alberta, i den södra delen av landet, 2 900 km väster om huvudstaden Ottawa. Toppen på Anderson Peak är 2 619 meter över havet, eller 62 meter över den omgivande terrängen. Bredden vid basen är 0,91 km.
Terrängen runt Anderson Peak är bergig åt sydost, men åt nordväst är den kuperad. Trakten runt Anderson Peak är nära nog obefolkad, med mindre än två invånare per kvadratkilometer.. Det finns inga samhällen i närheten.
Trakten runt Anderson Peak består i huvudsak av gräsmarker.